# Platycheirus macrocephalus
Platycheirus macrocephalus är en tvåvingeart som beskrevs av Bagatshanova 1980. Platycheirus macrocephalus ingår i släktet fotblomflugor, och familjen blomflugor. Inga underarter finns listade i Catalogue of Life.